# Aarey Milk Colony

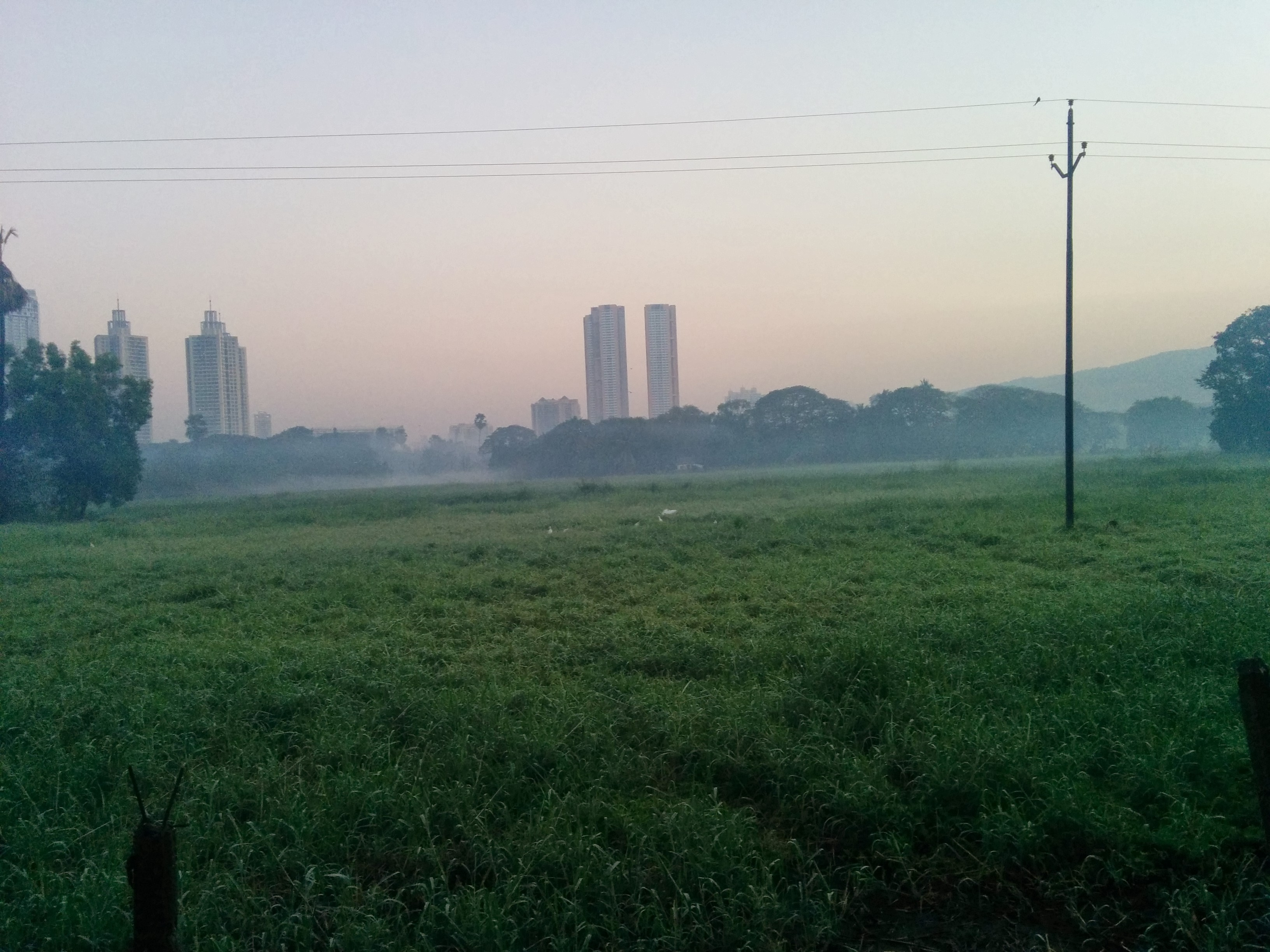
Blick von Aarey auf Mumbai

Die Aarey Milk Colony (Marathi: आरे मिल्क कॉलोनी) liegt bei Mumbai im indischen Bundesstaat  Maharashtra. In rund 30 Stallanlagen werden etwa 16.000 Büffel auf einer Gesamtfläche von rund 1200 Hektar gehalten. Die hier betriebene Molkerei war bei der Gründung 1951 die größte Asiens. Nach dem Sanjay-Gandhi-Nationalpark ist Aarey die bedeutendste Grünanlage Mumbais.

## Geschichte
Bereits während des Zweiten Weltkriegs etablierte die Stadtverwaltung von Mumbai ein Milchvertriebssystem, um eine kriegsbedingte Unterversorgung von Schwangeren und Kindern zu verhindern. Diese Organisation bestand bis 1946. In Folge traten hygienische Probleme bei der dezentralen Milchproduktion im Stadtgebiet auf. 1949 wurde die Aarey Milk Colony gegründet, um hier sowohl Zucht wie Haltung von Milchvieh zu verbessern. Aus den vorher bestehenden 30 Milchviehfarmen in Mumbai wurden rund 16.000 Büffel nach Aarey überführt. 1951 wurde hier die erst Molkereianlage Asiens eingerichtet, die Milch pasteurisieren konnte. Im Jahr 1958 führte die Stadtverwaltung eine Abteilung für die Entwicklung der Molkereiproduktion in Aarey ein, und ab 1960 wurde auch die im Umland produzierte Milch von der Molkerei in Aarey verarbeitet.

## Heute
Nur etwa ein Drittel des Landbesitzes von Aarey wird zur Futtergewinnung genutzt. Daneben wird Land- und Forstwirtschaft betrieben. Die Kolonie verfügt über ein Krankenhaus und eine Grundschule für die Kinder der rund 600 Angestellten, außerdem wird ein eigenes Krankenhaus betrieben. Für Touristen stehen Restaurants zur Verfügung. Da sich an der Haltung (z. B. Anbindehaltung) der Tiere seit Gründung der Colony nur wenig geändert hat, fallen die Milchproduktionsergebnisse gegenüber jüngeren Konkurrenzbetrieben im Umland Mumbais ab. 
Seit dem Jahr 2014 stoßen Pläne der Stadtverwaltung, Teile von Aarey einer teilkommerziellen Landentwicklung zuzuführen, auf Widerstand in der Bevölkerung. Mit der Gründung der Save Aarey Community soll die Umsetzung des entsprechenden Entwicklungsplanes (DP 2034), der unter anderem den Bau einer Weiterbildungseinrichtung sowie eines Parkplatzes vorsieht, verhindert werden.